# Artaferne (figlio)
Artaferne (in greco antico: Ἀρταφέρνης?, Artaphérnēs, in persiano antico Atrfarnah "con la maestà del dio del fuoco"; VI secolo a.C. – dopo il 480 a.C.) è stato un generale persiano, figlio del satrapo di Sardi Artaferne.

## Biografia
Artaferne, del quale si sa molto poco, fu insieme a Dati comandante della spedizione persiana in Grecia che si concluse colla sconfitta di Maratona (490 a.C.); secondo lo storico Nicholas Sekunda è molto probabile che fosse stato Dati ad aver ricevuto il comando supremo della spedizione in Grecia, con Artaferne come luogotenente, probabilmente comandante della cavalleria.
Artaferne fu inoltre comandante delle truppe della Lidia e della Misia durante la seconda guerra persiana (480 a.C.); si può ipotizzare quindi che in quel periodo fosse il satrapo della satrapia di Sardi.